# 새벽에 온 방문객
"새벽에 온 방문객"은 1975년 공개된 대한민국의 영화이다.

## 배역
- 고은아
- 박근형
- 박원숙
- 나하영
- 한종호
- 김석훈
- 박경주
- 임해림
- 백송
- 조용수
- 최강수
- 박용팔